# Родригес, Франсиско (политик)
Франси́ско Анто́нио Родри́гес Пове́да (исп. Francisco Antonio Rodríguez Poveda; род. 24 ноября 1938, провинция Эррера, Панама) — панамский государственный деятель.
В администрации президента Рикардо де ла Эсприэльи Тораля занимал пост генерального контролёра (исп. Contralor General), затем был вновь избран на этот пост на период, заканчивавшийся 31 декабря 1989 года. После того, как были аннулированы результаты состоявшихся 7 мая 1989 года всеобщих выборов, был провозглашён временным президентом Генеральным советом государства (исп. Consejo General de Estado) вместо исполнявшего обязанности президента Мануэля Солиса Пальмы.
Являлся временным президентом Панамы с 1 сентября по 20 декабря 1989 года, до вторжения американских войск в Панаму. После этого генерал Мануэль Антонио Норьега Морено, правивший страной «де-факто», был свергнут и арестован, а Франсиско Родригес уступил свой пост Гильермо Эндаре как победителю ранее аннулированных выборов.